# Eroberung des Khanates Sibir

Östliches Uralgebirge: Tjumen an der Tura und Qaschliq an der Mündung des Tobol in den Irtysch. Das Khanat war vermutlich kleiner als die gelbe Fläche.

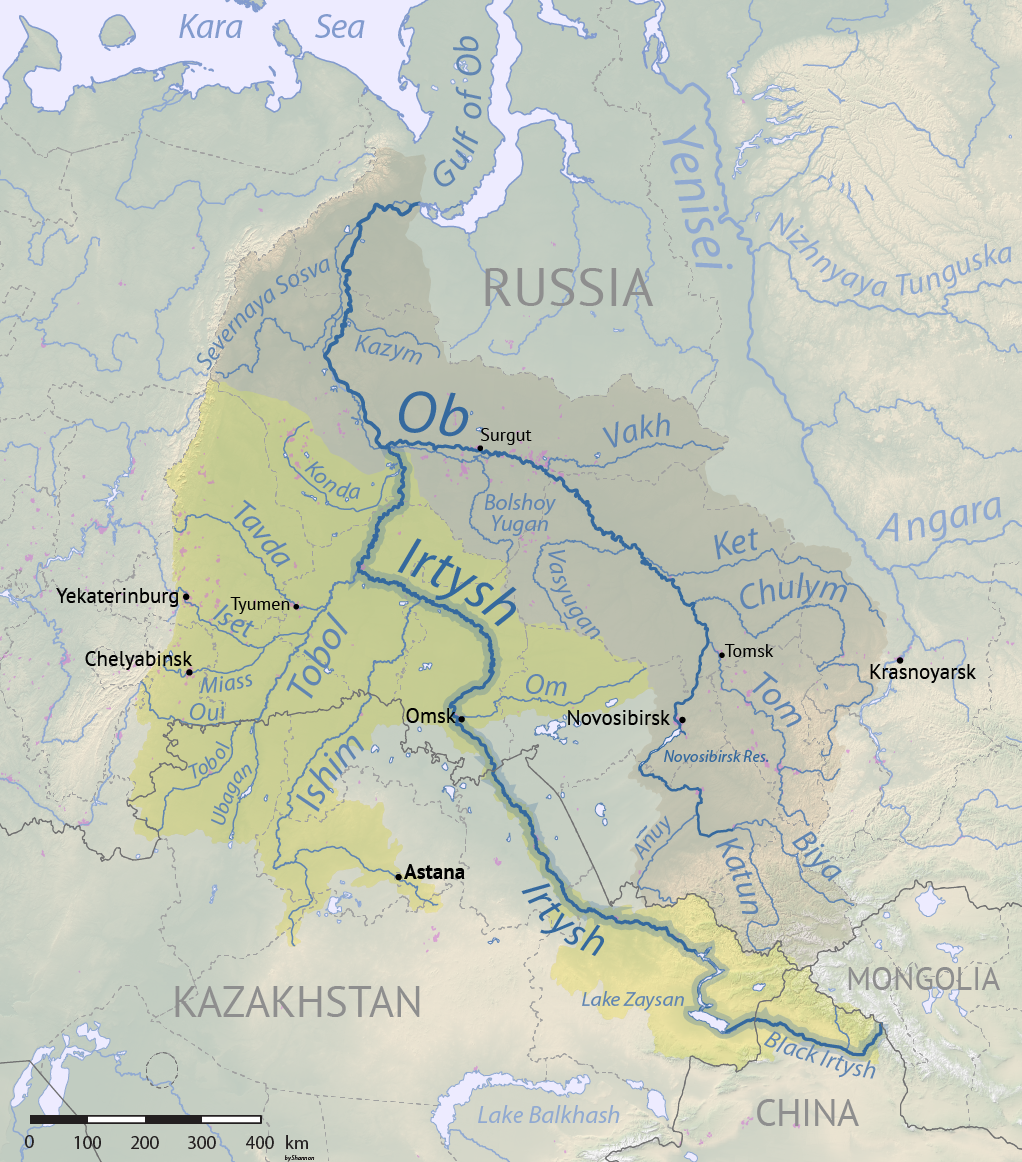
Die Flüsse Tura und Tawda münden in den Tobol

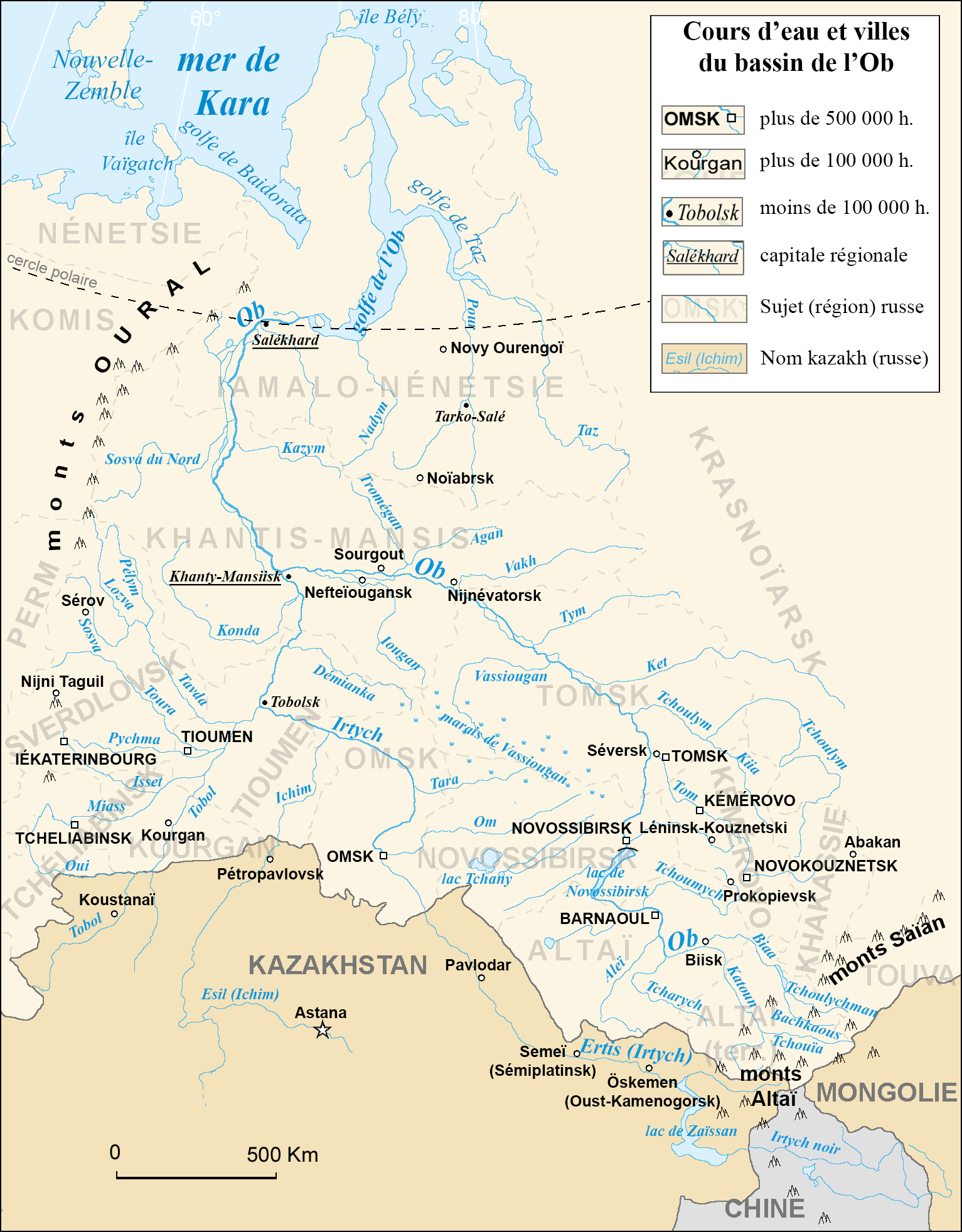
Die Fläche zwischen Tobol und Ob ist das Einzugsgebiet des Irtysch

Die Eroberung des Khanates Sibir 1582 durch Jermak war ein erster Schritt der russischen Eroberung Sibiriens. Das Khanat Sibir war ein von muslimischen Tataren beherrschter Staat im Osten des mittleren Uralgebirges.

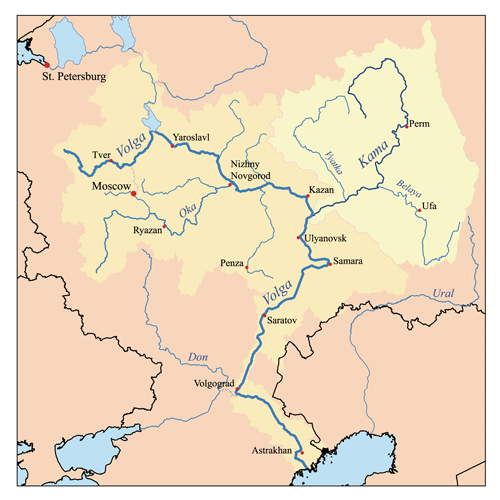
Westlich des Uralgebirges liegt Perm an der Kama

## Die Kriegsparteien

### Russland
Die Republik Nowgorod hatte sich zu einem vom Pelzhandel geprägten Reich entwickelt, das sich vom nördlichen Russland über den nördlichen Ural und etwas darüber hinaus erstreckte. Die Gebiete östlich des Reiches fielen allmählich unter die Kontrolle Moskaus. Zwischen Moskau und dem Ural befand sich das Khanat Kasan, das sich um 1438 von der Goldenen Horde gelöst hatte. 1478 eroberte Moskau Nowgorod und 1552 Kasan. Dies eröffnete den Zugang zum Gebiet nordöstlich von Kasan um den Fluss Kama mit der Stadt Perm, die an das Uralgebirge grenzt. 1558 wurde der Familie Stroganow ein großes Lehen in diesem Gebiet gegeben, das sie zu erschließen begann. Hiergegen gab es vereinzelten einheimischen Widerstand. 1573 sandte der Khan von Sibir seinen Neffen, um das Land der Stroganows zu überfallen. Moskau antwortete mit einer rechtskräftigen Urkunde, welche die Stroganows berechtigte, einen Privatkrieg gegen den Khan zu führen.

### Das Khanat Sibir
Das Uralgebirge stellt auf der Breite der Stadt Perm ein relativ leicht zu überwindendes Mittelgebirge dar. Das Gebiet wurde vom Volksstamm der Mansen und nördlich von Tobolsk vom Volksstamm der Chanten besiedelt. Das Khanat Sibir hatte sich im 15. Jahrhundert infolge des Niedergangs der Goldenen Horde abgespalten. Es kristallisierten sich zwei Clans heraus, die gegeneinander um die Macht kämpften: die mongolischstämmigen Schaibaniden und die wahrscheinlich einheimischen Taibugiden. 1563 besiegte der Schaibanide Kütschüm Khan seinen taibugidischen Kontrahenten und riss die Macht an sich. Vor 1571 leistete das Khanat begrenzte Tributzahlungen an Moskau.
Die Chroniken Sibiriens sind unvollständig und widersprüchlich ebenso wie die Sekundärliteratur auf Englisch. Diesem Artikel liegt der Bericht von Lantzeff zugrunde, der der umfangreichste Bericht in englischer Sprache zu sein scheint.

## Die Eroberung des Khanats

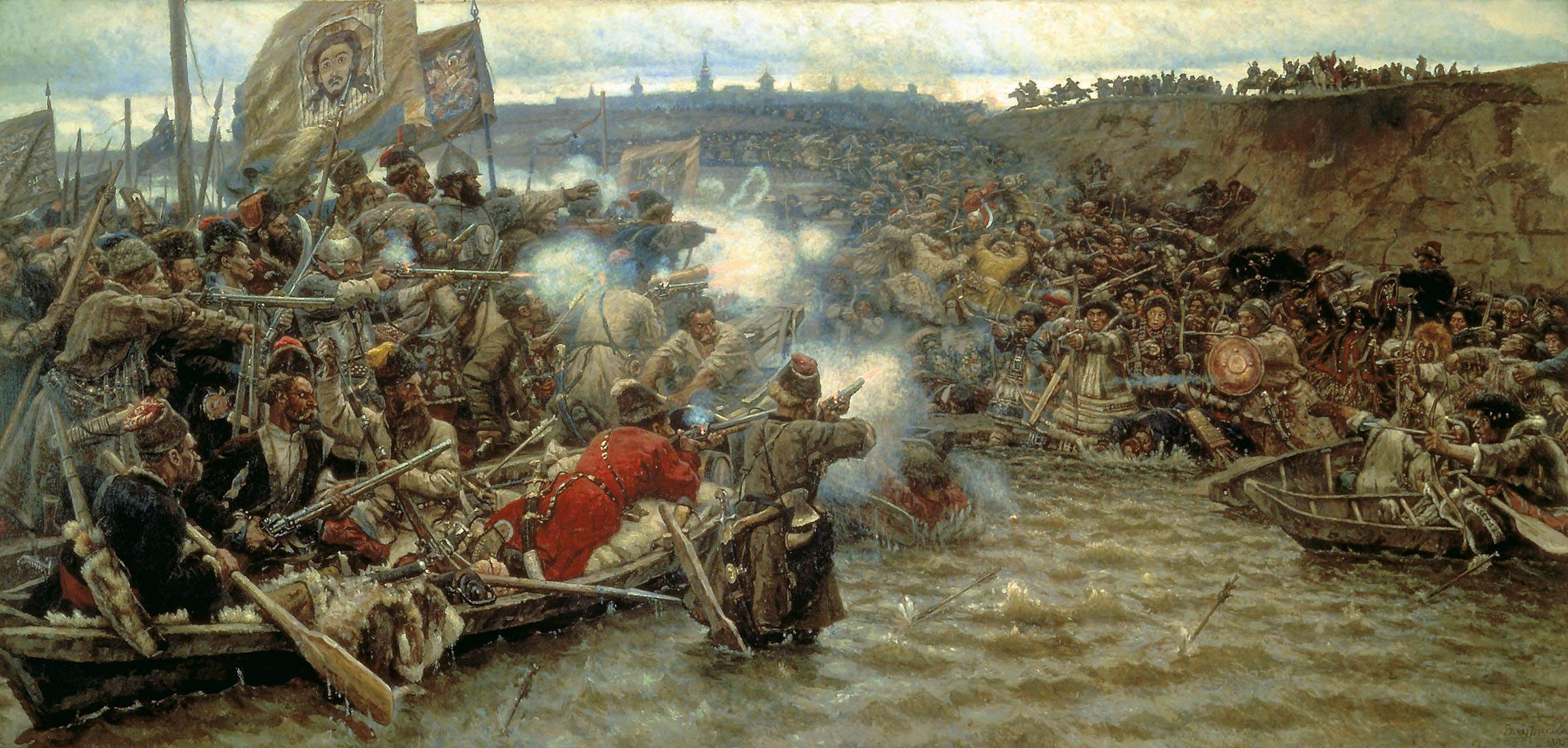
Die Eroberung Sibiriens durch Jermak. Gemälde von Wassili Surikow, 1895

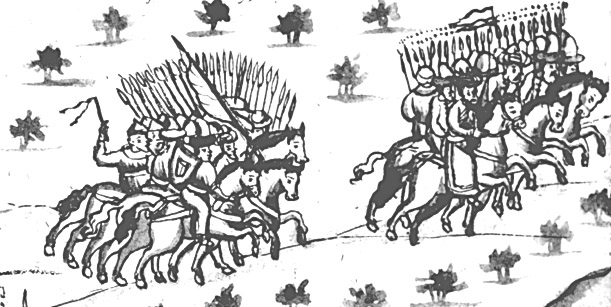
Der Fall von Qaschliq an Jermak und die Flucht von Kutschum Khan. Miniatur aus der Kungurer Chronik

Jermak Timofejewitsch soll ursprünglich ein Flusspirat an der Wolga gewesen sein. Um 1577 wurden diese Flusspiraten von der russischen Staatsgewalt vertrieben. Jermak ging kurze Zeit später nach Perm (vermutlich 1579). Es ist zweifelhaft, ob er von Anfang an beabsichtigte, das Khanat zu erobern. Es scheint eher, dass die Expedition erst in eine Eroberung gemündet ist, nachdem die Schwäche des Khanats offenbar wurde. Ebenso ist nicht klar, ob Jermak die Unternehmung aus eigenem Antrieb durchführte oder von den Stroganows gesandt wurde. Vielleicht bestärkten ihn die Stroganows auch nur, um die als gefährlich empfundenen bewaffneten Männer loszuwerden. Jermak hatte den Oberbefehl über 540 Kosaken, die Stroganows stellten den größten Teil der Ausrüstung sowie weitere 300 Männer (hauptsächlich Kriegsgefangene).
Jermak verließ Perm vermutlich im Sommer 1581 (laut Fisher brach er im September 1579 auf und nahm Sibir im Oktober 1581 ein, laut Lincoln brach Jermak am 1. September auf und eroberte drei Monate später Qaschliq). Er segelte den Tschussowaja hinunter und baute Winterquartiere in den Bergen und führte Angriffe gegen die einheimischen Mansen. Im Frühjahr überquerte er das Uralgebirge zum Fluss Barancha. Er baute Holzflöße, mit denen er diesen flussabwärts befuhr und die er später – als der Fluss tief genug war – zu Booten umwandelte. Auf dem Tura segelte er schließlich in Richtung Südosten und besiegte einen einheimischen Prinzen namens Epancha an dem Ort, an dem später Turinsk entstand. Die Tura weitersegelnd, eroberte er Tjumen. Am Fluss Tobol besiegten die Truppe eine einheimische Streitmacht, segelte weiter nordwärts und gewann später zwei weitere Schlachten, kurz bevor der Fluss Tawda in den Tobol mündet. Etwa 20 Meilen hinter der Tawda-Mündung schlugen sie eine weitere Schlacht und ergriffen Besitz von einem einheimischen Dorf, in dem sie eine einmonatige Pause eingelegt haben sollen.
Nach Verlassen des Feldlagers segelten sie zur Mündung des Tobol in den Irtysch auf Höhe des heutigen Tobolsk. Zwölf Kilometer östlich am Irtysch befand sich Qaschliq (= Sibir). Hier ereignete sich die entscheidende Schlacht am Tschuwaschenkap, in der die Hauptstreitmacht der sibirischen Tataren besiegt wurde. Der Befehlshaber der Verteidiger, Mamet-Kul (der Neffe Kütschüm Khans), wurde verwundet, was zu Unordnung bei den Verteidigern führte. Die chantischen und mansischen Einheiten lösten sich auf. Kütschüm Khan blieben nur noch seine tatarischen Einheiten, mit denen er während der Nacht aus seiner Hauptstadt floh, so dass die Russen sie am nächsten Morgen in Besitz nehmen konnten. Dies ereignete sich wahrscheinlich im Oktober 1582.

## Die Inbesitznahme
Im Laufe der folgenden Monate unterwarf sich eine Reihe von einheimischen Fürsten. Jermak fand sich – vielleicht unerwartet – in der Rolle des Herrschers wieder. Er sandte Iwan Koltso mit 50 Männern und 5200 Fellen nach Moskau, um seine Eroberung bekannt zu machen. Mittlerweile hatten die Chanten und Mansen das Gebiet um Perm wieder überfallen. Zar Iwan der Schreckliche machte Jermak dafür verantwortlich und forderte von den Stroganows, dass Jermak zum Schutz von Perm zurückkehren solle. Wenige Tage später erreichten Jermaks Boten Moskau. Nachdem der Zar die Geschichte von der schnellen Eroberung erfahren hatte, änderte er seine Meinung und versprach einen Woiwoden mit Truppen zu schicken. Er sandte Jermak Geschenke, darunter auch die berühmte Rüstung. 
Die Kosaken sandten Einheiten aus, die Tribut (meist in Form von Fellen) bei der einheimischen Bevölkerung eintreiben sollten. Bogdan Brjasga segelte zum Gebiet, wo der Irtysch in den Ob mündet. Jermak selbst erkundete die Tawda. Kütschüms Aufenthaltsort zu dieser Zeit ist unbekannt. Sein Neffe Mamet-Kul griff die Russen mehrmals an und wurde schließlich von diesen gefangen genommen und nach Moskau verschleppt. Said Akhmat, Kütschüms taibugidischer Kontrahent, kehrte in das Gebiet zurück, wo er eine Anzahl von Anhängern um sich scharen konnte. Derweil bat die Karacha – der Hochadel des Khanats – Jermak um Hilfe gegen die Steppen-Nomaden. Bei seiner Rückkehr aus Moskau wurden der Bote Iwan Koltso und seine Männer von Einheimischen getötet, denen es auch gelang, die darauffolgende Strafexpedition zu vereiteln. Dies schien einen allgemeinen Volksaufstand ausgelöst zu haben, so dass es unsicher wurde, die Festung in Qaschliq zu verlassen. Im November 1584 kamen 500 Mann Verstärkung aus Russland, darunter auch Strelizen. Die Nahrungsversorgung wurde knapp und es gab viele Tote in diesem Winter. Im März belagerten die Karacha Qaschliq, aber es gelang den Russen zwei Monate später, die Belagerung aufzubrechen (laut Naumov gelang dies bereits im März).
Im August 1585 erfuhr Jermak, dass Kütschüm eine von Süden kommende Handelskarawane ausplündern wolle. Jermak segelte den Irtysch flussaufwärts (nach Süden), traf aber weder Kütschüm Khan noch die Karawane an. Wieder zurück, schlug er sein Lager beim Zufluss des Wagai-Flusses auf, etwa 25 Meilen flussaufwärts von Tobolsk. Die Nacht war stürmisch und die Sicht unzureichend. Kütschüms Männern gelang es, die meisten Russen im Schlaf zu töten. Es wird berichtet, dass Jermak beim Versuch, ein Fluchtboot zu erreichen, durch das Gewicht der vom Zar geschenkten Rüstung ertrank.

## Der Verlust des Khanats
Jermaks Nachfolger Iwan Gluchow segelte mit 150 Überlebenden Irtysch und Ob hinunter. Trotz weiterer Verstärkung unter Mansurow entschied man sich im Frühjahr 1586, nach Russland zurückzukehren. Kütschüm Khans Sohn Ali besetzte Qaschliq, wurde aber von Said Akhmat wieder vertrieben.

## Die Rückeroberung
Jermak war zwar besiegt worden, aber das Khanat Sibir lag danieder und es gelang Said Akhmat nicht mehr, die Herrschaft des Staates durchzusetzen. Die Macht lag nun in der Hand bewaffneter Einheimischer. Die Russen ihrerseits begannen, systematisch Festungen zu errichten, eine Strategie, die bereits südlich von Moskau erfolgreich war. 1586 bauten 300 Russen einen Ostrog bei Tjumen und 1587 bei Tobolsk. 1588 wurden Said Akhmad und die Karacha nach Tobolsk eingeladen, wo man sie gefangen nahm und nach Moskau verschleppte. 1594 wurde Tara am Irtysch gegründet, um die Handelswege zu schützen. 1591 wurde das Siedlungsgebiet der Mansen um den Fluss Konda annektiert. Surgut nahe der Mündung des Irtysch in den Ob wurde 1594 gegründet. Ebenfalls 1594 wurde der Prinz von Pelym (im Gebiet des Flusses Pelym) besiegt. Kütschüm Khan, der weiterhin Widerstand leistete, wurde um 1598 in der Barabasteppe besiegt. 1598 wurde Werchoturje erbaut, welches an der Tura liegend den Weg über den Ural sichern sollte. In den 1590er Jahren überquerten die Russen den nördlichen Ural in das tiefer gelegene Ob-Becken. 1602 wurde Ketsk am Fluss Ket gegründet, was den Weg zum Fluss Jenissei öffnete.